# 新美俊生
新美 俊生（にいみ としお、1962年1月12日 - ）は、日本の実業家。大豊工業株式会社代表取締役社長。元トヨタモーターノースアメリカ執行副社長。

## 人物・経歴
愛知県出身。1984年横浜国立大学工学部卒業後、トヨタ自動車株式会社入社。入社後は、カナダの工場の増築に携わり100人規模の樹脂成形工場のマネージャーを務めるなどした。トヨタ自動車で生産技術畑を歩み、2009年1月、トヨタ自動車内外装生技部長。2013年4月、トヨタ自動車生技管理部長。2017年4月、トヨタ自動車生技管理領域長、広瀬工場長。2018年1月トヨタ自動車本社工場長・広瀬工場長・衣浦工場長。広瀬工場長時代は、同工場のデンソーへの移管業務に尽力した。2021年3月トヨタモーターノースアメリカ執行副社長。2023年1月大豊工業執行役員を経て、同年6月に大豊工業株式会社代表取締役社長に就任した。大豊工業にとって8年ぶりの社長交代となった。